# Абейку Джексон
Абейку Джексон (12 квітня 2000) — ганський плавець.
Учасник Олімпійських Ігор 2016 року, де на дистанції 50 метрів вільним стилем посів 55-те місце і не потрапив до півфіналів. Учасник Олімпійських ігор 2020 року, де на дистанції 100 метрів батерфляєм посів 45-те місце і не потрапив до півфіналів.